# Gendarmaria Nacional (França)

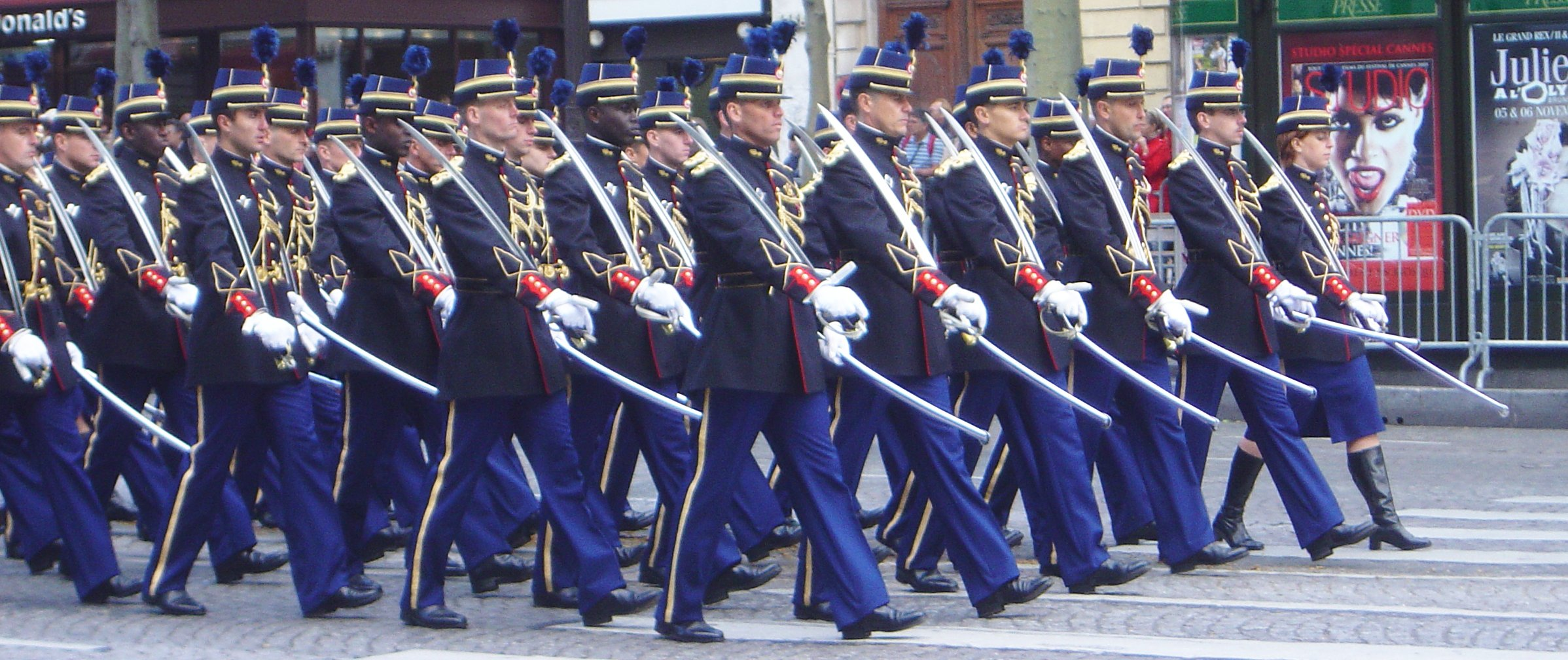
Parada da Gendarmaria Nacional.

Na França, a Gendarmaria Nacional (em francês: Gendarmerie nationale) é a força nacional de gendarmeria da República Francesa. É subordinada ao Ministérios da Defesa francês para as missões militares e sob a tutela do Ministério do Interior para as missões de policiamento. Junto com a Polícia Nacional, é uma das duas forças policias nacionais na França. Os efectivos são referidos como Gendarmes.
A 10 de Março de 2007, o total de efectivos era de 105.975 (155.000 segundo o site oficial). As atribuições desta força são:
- Policiamento das zonas não urbanas, normalmente com populações abaixo dos 10000 habitantes, fora da jurisdição da Polícia Nacional Francesa;
- Investigação criminal, sob supervisão judiciária;
- Controlo de populações, e outras actividades relacionadas com a segurança;
- Segurança de aeroportos e instalações militares, bem como serviço de polícia das forças militares (preboste) além de todas as investigações de escopo militar, incluindo intervenções no estrangeiro;
- Participações em cerimónias envolvendo chefes de estado estrangeiros.

Embora constituam, administrativamente, uma parte das Forças Armadas Francesas — e consequentemente sob a alçada do Ministério da Defesa —, está operacionalmente interligada com o Ministério do Interior nas suas missões em território francês, e investigações criminais conduzidas sob a supervisão de juízes. Os membros deste Corpo operam em uniforme e, excepcinalmente, à paisana
A Gendarmaria Nacional é representada satiricamente no filme Até O Fundo.
- Renault Mégane da Gendarmerie Nationale, 2015
- Renault Mégane RS da Gendarmerie Nationale, divisão de trânsito